# Tal

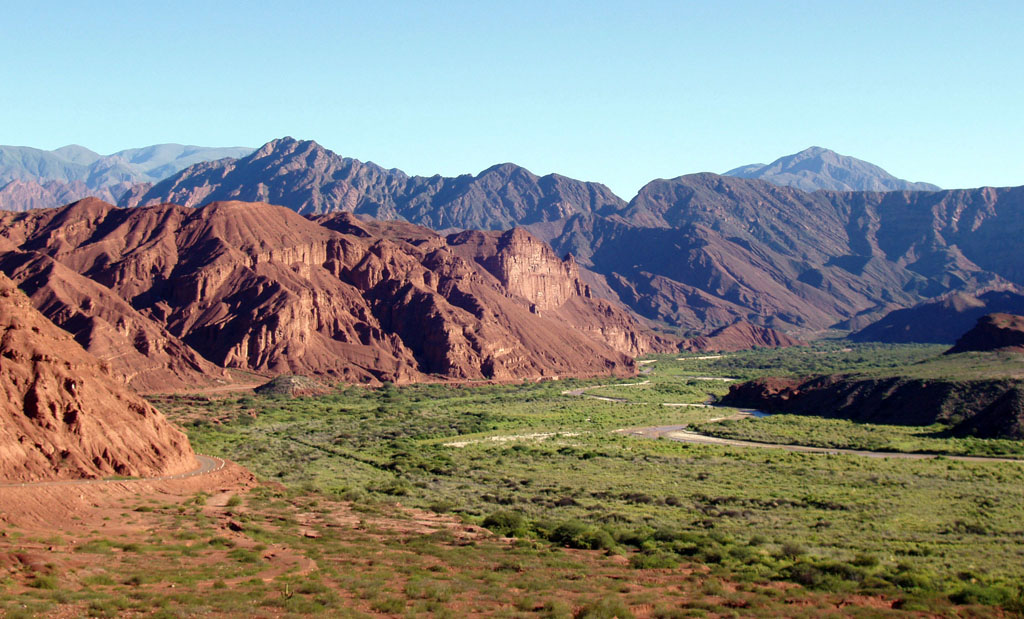
Valles Calchaquíes, Argentinien

Ein Tal ist eine durch das Wechselspiel von Erosion und Denudation entstandene, für gewöhnlich langgestreckte, nach mindestens einer Seite offene Hohlform in der Landschaft. Die linienhafte Erosion erfolgt durch einen Fluss (Flusstal), die flächenhafte Denudation durch gravitative Massenbewegungen. Die tiefste Linie wird je nach Form Tiefenlinie, Talsohle oder Talboden genannt. Diese weist ein monotones (gleichsinniges) Gefälle auf. Bei abweichender Form oder anderen Entstehungsprozessen (z. B. bei Glazialerosion) spricht man fachsprachlich von einer Talung oder talähnlichen Form.

## Etymologie
Das Wort geht zurück auf die indogermanische Wurzel dhel- „Biegung, Höhlung, Wölbung“ und ist mit dem Wort Delle verwandt.

## Talentstehung
Linienhaft abfließende Gewässer (Flüsse), die Material abtragen können (Erosion), führen zur Tieferlegung des Flussbettes. Es ist dabei unerheblich, ob die Tiefen- oder die Seitenerosion überwiegt. Mit der Tieferlegung des Flussbettes greift an den Talhängen (oder -wänden) die Denudation an. Damit werden auch die Talbegrenzungen abgetragen und tiefergelegt, allerdings niemals tiefer als der Fluss. Flüsse spielen bei der Talentstehung insofern eine tragende Rolle, da sie für ihr Einzugsgebiet die tiefste Linie bilden, bis zu der die gesamte Abtragung wirken kann. Sie stellen somit eine regionale Erosionsbasis dar, womit sie der Regulator der Landformung sind. Aufgrund der unterschiedlichen Erosions- und Denudationstypen sowie der unterschiedlichen Abtragungsgeschwindigkeiten entstehen verschiedene Talformen.
Nicht als Täler bezeichnet werden dürfen offene Hohlformen, die nicht durch fluviale Erosion entstanden sind. Dazu zählen vor allem tektonische Gräben, auf deren Sohle zwar ein Fluss fließen kann, deren Hänge jedoch nicht durch Erosion hervorgingen. Auch langgestreckte Hohlformen zwischen Dünenrücken (z. B. Draa Dünen), Strandwällen, Endmoränen u. ä. werden nicht als Täler bezeichnet, sondern als Talungen, Talzüge, Talfurchen, Furchen, Senken oder Mulden beschrieben. Ebenso werden Formen, die durch zeitlich begrenzte Erosionsvorgänge mit schneller Veränderung entstehen (wie es z. B. bei Badlands, Gullies oder Runsen der Fall ist), nicht als Täler bezeichnet.
Modifiziert wird die Talbildung durch die geologischen Lagerungsverhältnisse der Gesteine und eventuell vorhandene tektonische Prozesse (zum Beispiel Gebirgsbildung). Auch die klimatischen Verhältnisse, die die Abflussmenge und Verwitterungsintensität maßgeblich beeinflussen, haben einen deutlichen Einfluss auf die Talbildung.

## Grundlegende Talformen

### Klamm

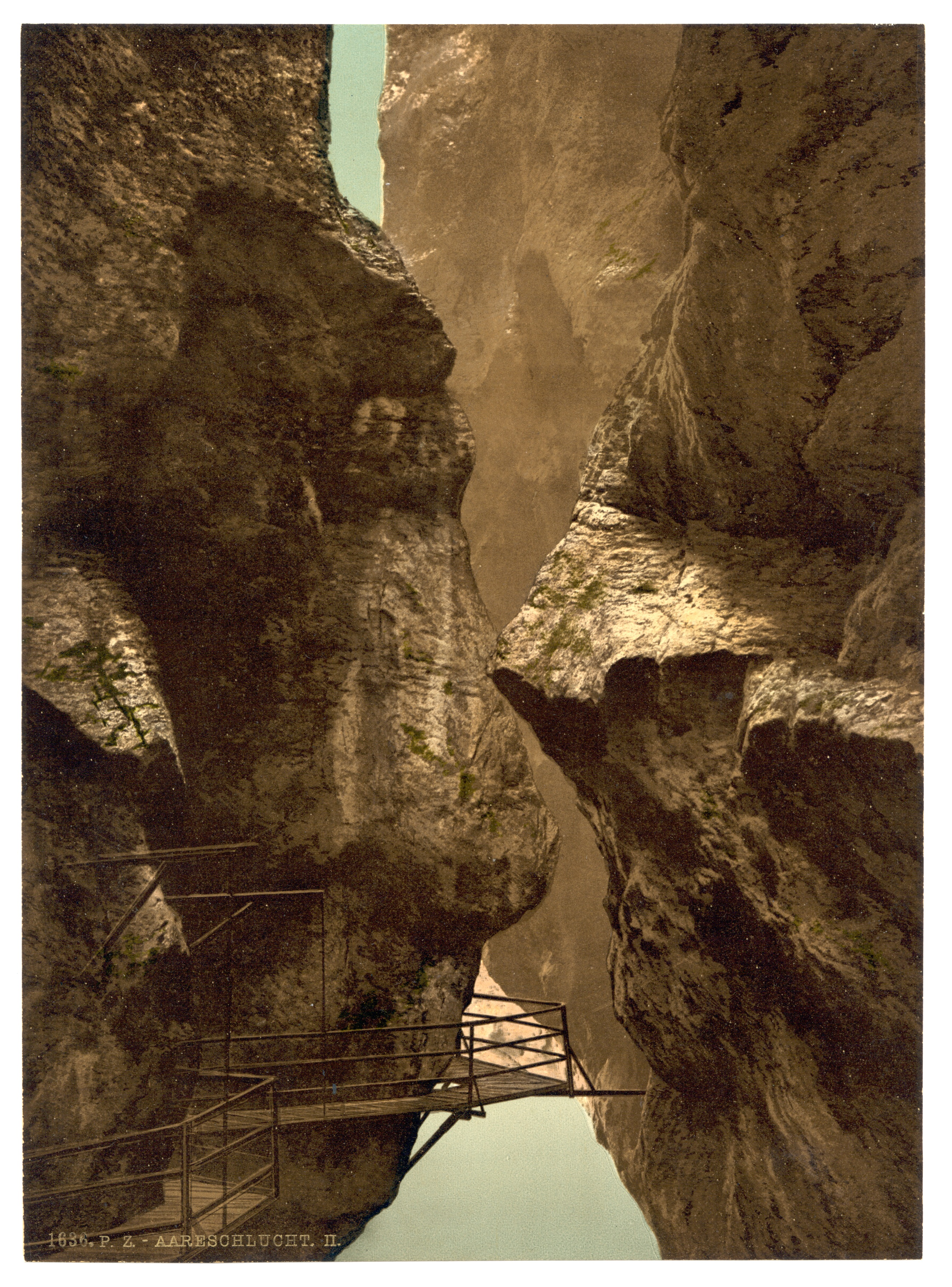
Klamm

Eine Klamm entsteht bei sehr kräftiger Tiefenerosion eines Flusses. Seitenerosion und Denudation spielen dabei keine oder nur eine untergeordnete Rolle. Klammtäler haben deshalb Wände als Talbegrenzung, der Fluss füllt den Talgrund vollständig aus.

### Kerbtal

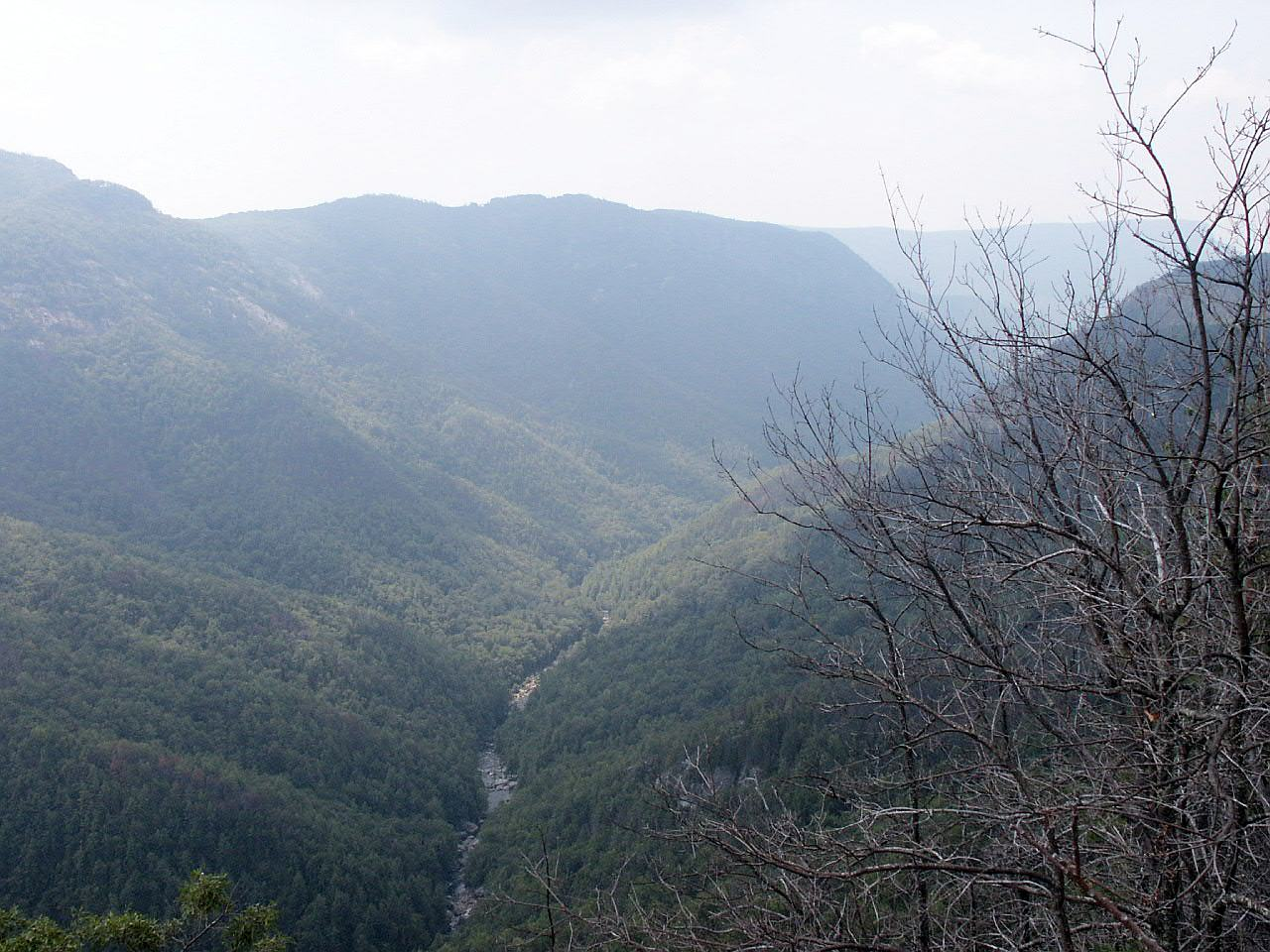
Kerbtal

Ein Kerbtal entsteht bei einem ungefähren Gleichgewicht zwischen Tiefenerosion und Hangabtragung. Im Querschnitt sind Kerbtäler V-förmig. Der Talgrund wird vollständig oder nahezu vollständig vom darin fließenden Fluss ausgefüllt.

### Sohlental, Kastental
Vollführt ein Fluss sowohl Tiefen- als auch Seitenerosion, entsteht eine deutlich ausgebildete Talsohle. Der Fluss füllt damit den Talgrund nicht mehr vollständig aus. Je nach dem Vorkommen oder Fehlen von Denudation unterscheidet man Sohlentäler mit Hängen als Begrenzung oder Kastentäler, die von Wänden begrenzt werden.
Zwischen Klamm, Kerbtal und den Sohlen-/Kastentälern bestehen Übergangstypen, die man als Kerbsohlental oder Sohlenkerbtal bezeichnet.

### Muldental
Muldentäler bilden sich in Gebieten mit starker Denudation. Sowohl die Tiefen- als auch die Seitenerosion treten dagegen zurück. Die kräftige Hangabtragung führt zu flachen Talhängen. Der Übergang zum eigentlichen Talgrund ist undeutlich. Muldentäler entstehen bevorzugt in den Periglazialgebieten und in den wechselfeuchten Tropen. In beiden Klimaregionen herrscht starke Denudation.

### Hochtal
Als Hochtal bezeichnet man ein Tal im oberen Abschnitt eines Gebirges, das nicht durch starke Erosion ausgeformt wurde. Derartige Täler sind meist deutlich von anderen Tälern abgesetzt und beispielsweise nur über eine Höhenstufe zugänglich.

### Asymmetrisches Tal
Als asymmetrisches Tal bezeichnet man ein Tal, dessen Talflanken auffallend ungleich (unsymmetrisch) geneigt sind.

## Spezielle Talformen
Die hier aufgeführten Talformen entstehen bei bestimmten Lagerungsverhältnissen der Gesteine, bei tektonischen Aktivitäten oder unter besonderen Klimabedingungen.

### Engtal
Ein Engtal bzw. eine Talenge ist der Überbegriff für einen Talungsabschnitt mit einem sehr schmalen Talboden. Der Querschnitt ist V-förmig oder steil U-förmig. Das Gewässer hat von Natur aus praktisch keine Bewegungsfreiheit im Talgrund.  Im verkehrstechnischen Sinne spricht man von Talpass, in Ortsnamen findet sich auch der Ausdruck Klause.

### Schlucht
Eine Schlucht ist ein enger, steiler Taleinschnitt, meist in einem Gebirge. Die Talbegrenzung besteht aus Wänden oder steilen Hängen. Schluchten entstehen durch Einschneiden selbst kleinerer Wasserläufe in standfestes, massiges Gestein. Bevorzugt bildet sie sich in Tiefengesteinen wie Granit. Die Tiefenerosion überwiegt die Denudation stark.

### Canyon
Ein Canyon entsteht durch tiefes Einschneiden eines Flusses in ein Plateau mit horizontal lagernden Gesteinsschichten. Die Gesteine besitzen eine unterschiedliche Widerständigkeit gegenüber der Abtragung. Die Hänge eines Canyons sind daher treppenartig gestuft und abwechselnd steil und deutlich flacher. Es wirkt sowohl Tiefenerosion als auch Denudation.

### Durchbruchstäler
Durchbruchstäler durchschneiden ein Gebirge. Antezedente Durchbruchstäler entstehen durch Einschneiden eines Flusses in das durch tektonische Hebung aus einer Ebene entstehende Gebirge. Dabei kann ein Fluss seine im Flachland erworbenen Mäander tief ins entstehende Gebirge einschneiden (Zwangsmäander). Epigenetische Durchbruchstäler entstehen auch ohne Tektonik, wenn ein Fluss bei der Erosion in die Tiefe auf einen Härtling trifft und ihn dann erosiv angreift.

### Wadis und Trockentäler
Ein Wadi ist ein Trockental in Wüstengebieten, das nur nach starken Regenfällen vorübergehend Wasser führt. Es gibt aber auch in heute feuchten Klimaten Trockentäler, wenn die Bedingungen, die zur Entstehung des Tales geführt haben, nicht mehr gegeben sind. Ein Beispiel dafür sind die zahlreichen Trockentäler in Norddeutschland oder die Trockentäler in Karstgebieten wie der Schwäbischen und der Fränkischen Alb. Diese entstanden, als im Eiszeitalter das Niederschlagswasser aufgrund des damals vorhandenen Dauerfrostbodens nicht versickern konnte und zum oberirdischen Abfluss gezwungen war.

## Talähnliche Formen
Als talähnliche Formen werden Hohlformen bezeichnet, die mehr oder weniger große Ähnlichkeiten mit Tälern aufweisen, aber abweichende Entstehungsbedingungen haben.

### Trogtäler und Fjorde

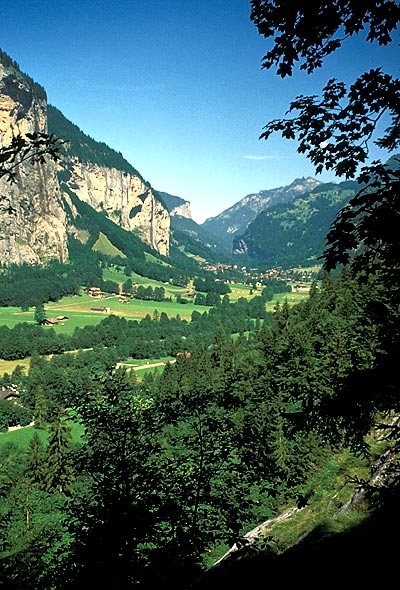
Trogtal

Trogtäler sind durch Gletschereis überprägte Täler und daher keine Täler im Sinne der oben genannten Definition. Man kann sie als „Gerinnebett“ eines Gletschers bezeichnen. Fjorde sind ertrunkene Trogtäler.

### Urstromtäler
Urstromtäler (eigentlich breite Sohlentäler), die das Schmelzwasser der eiszeitlichen Inlandeisvorstöße parallel zum Eisrand abführten, haben aufgrund späterer Überprägung heute nur noch eingeschränkt die Eigenschaften eines Tales. Vor allem das gleichsinnige Gefälle ist heute meist nicht mehr vorhanden.

### Glaziale Rinnen und Förden
Glaziale Rinnen entstanden unter dem Gletscher durch Schmelzwassererosion. Ihre heutige Form beruht stark auf der Form der Toteisblöcke, die die Rinne einst ausfüllten. Sie besitzen daher in den meisten Fällen kein gleichsinniges Gefälle. Förden sind ertrunkene glaziale Rinnen.

### Ria
Eine Ria ist eine tief in das Festland eindringende Meeresbucht, die durch Überflutung eines ehemaligen Flusstals entstanden ist.

## Generelle Talentwicklung
Vor allem im Oberlauf der Flüsse schneidet sich das aufgrund des großen Gefälles schnell fließende Wasser erosiv stark in das Gestein ein und führt zur Ausbildung eines Tobels oder einer Klamm. Je nach Beschaffenheit des Gesteins folgt darauf flussabwärts ein Kerbtal oder eine Schlucht. Diese sind vor allem in den Hochgebirgen zu finden. Die Tiefenerosion ist dabei so stark, dass die Verwitterung der Hänge und deren Abtragung nicht folgen können. Die Felswände der Klammen werden dadurch nahezu senkrecht und nur so breit wie ihr Flussbett. Die maximale Tiefe einer Klamm ist durch die kritische Höhe der Felswände bestimmt. Wird diese überschritten, kommt es aufgrund der Instabilität zu Felsstürzen und Rutschungen. Die Hänge werden zurückverlagert und die senkrechten Talhänge verflachen. Dies hat eine intensive seitliche Erosion der Hänge zur Folge.
Hat das Tal überwiegend eine V-Form, spricht man von einem Kerbtal. Die Rückverlagerung wird durch einen starken Materialabtrag auf den Hängen charakterisiert, der mit der Tiefenerosion des Flusses standhält. Je flacher die Talhänge werden, desto diskontinuierlicher stellt sich die Denudation dar. Kommt es anfangs in einer tiefen Klamm noch regelmäßig zu Felsstürzen, tritt die Seitenerosion später nur noch bei entsprechenden meteorologischen Ereignissen ein. Diese Denudationen sind dann durch Rutschen oder Gleiten sowie in Form von Muren und anderen Fließungen zu beobachten.
Kerbsohlentäler zeichnen sich durch eine geringere Tiefenerosion und eine geringe, aber vorhandene Seitenerosion aus. Der Übergang vom Kerbtal zum Sohlental ist fließend. Durch die Erosion an den Hängen ist das Gewässer gezwungen, das abgetragene Material zu bewegen. Ist das Gefälle im Tal geringer, fängt das Gewässer an zu mäandrieren. Am Prallhang trifft es dann häufig auf den Hang des Tals und greift diesen intensiv an. Ablagerungen von Material finden gleichzeitig am Gleithang statt, wodurch sich die Sohle des Tals verbreitert.
Das eingekerbte Gebirge wird mit der Zeit vollständig erodiert und dabei eingeebnet; der Höhenunterschied zwischen Talsohle und Berggipfeln nimmt wieder ab. In dem immer flacher werdenden Gelände wird das Kerbsohlental zu einem breiteren Sohlental. Der Grund für die Reduzierung des Höhenunterschieds zwischen Talsohle und Bergen muss dabei nicht durch Erosion bedingt sein. Sie kann auch durch Tektonik begründet sein.